# Kajīl
Kajīl (persiska: کجیل) är en ort i Iran.   Den ligger i provinsen Gilan, i den nordvästra delen av landet, 210 km nordväst om huvudstaden Teheran. Kajīl ligger 25 meter över havet och antalet invånare är 384.
Terrängen runt Kajīl är platt norrut, men söderut är den kuperad.Runt Kajīl är det ganska tätbefolkat, med 155 invånare per kvadratkilometer. Närmaste större samhälle är Lāhījān, 14,9 km öster om Kajīl. Trakten runt Kajīl består till största delen av jordbruksmark.